# Lindera andamanica
Lindera andamanica är en lagerväxtart som beskrevs av Chakrab., Lakra & Diwakar. Lindera andamanica ingår i släktet Lindera och familjen lagerväxter. Inga underarter finns listade i Catalogue of Life.